# 赛阳镇
赛阳镇，是中华人民共和国江西省九江市濂溪区下辖的一个乡镇级行政单位。

## 行政区划
赛阳镇下辖以下地区：
赛阳集镇社区、赛阳村、汤桥村、金桥村、凤凰村、东林村和赛阳镇茶场生活区。